# Skowronik piaskowy
Skowronik piaskowy (Ammomanes deserti) – gatunek małego ptaka z rodziny skowronków (Alaudidae). Nie jest zagrożony wyginięciem.  

## Występowanie i biotop
Występuje na rozległym obszarze północnej połowy Afryki oraz od Bliskiego Wschodu po Azję Środkową i północno-zachodnie Indie. Zamieszkuje otwarte pustynne tereny, często pagórkowate lub skaliste, a także zbocza gór z gołoborzami.

## Morfologia
Długość ciała 15–16,5 cm. Upierzenie ciemnobrązowe, jaśniejsze wokół oczu i na gardle z rudym brzuchem i ogonem. Dziób jasny, nogi szare. Występują różnice w intensywności koloru upierzenia w zależności od podgatunku. Brak dymorfizmu płciowego.

## Ekologia i zachowanie

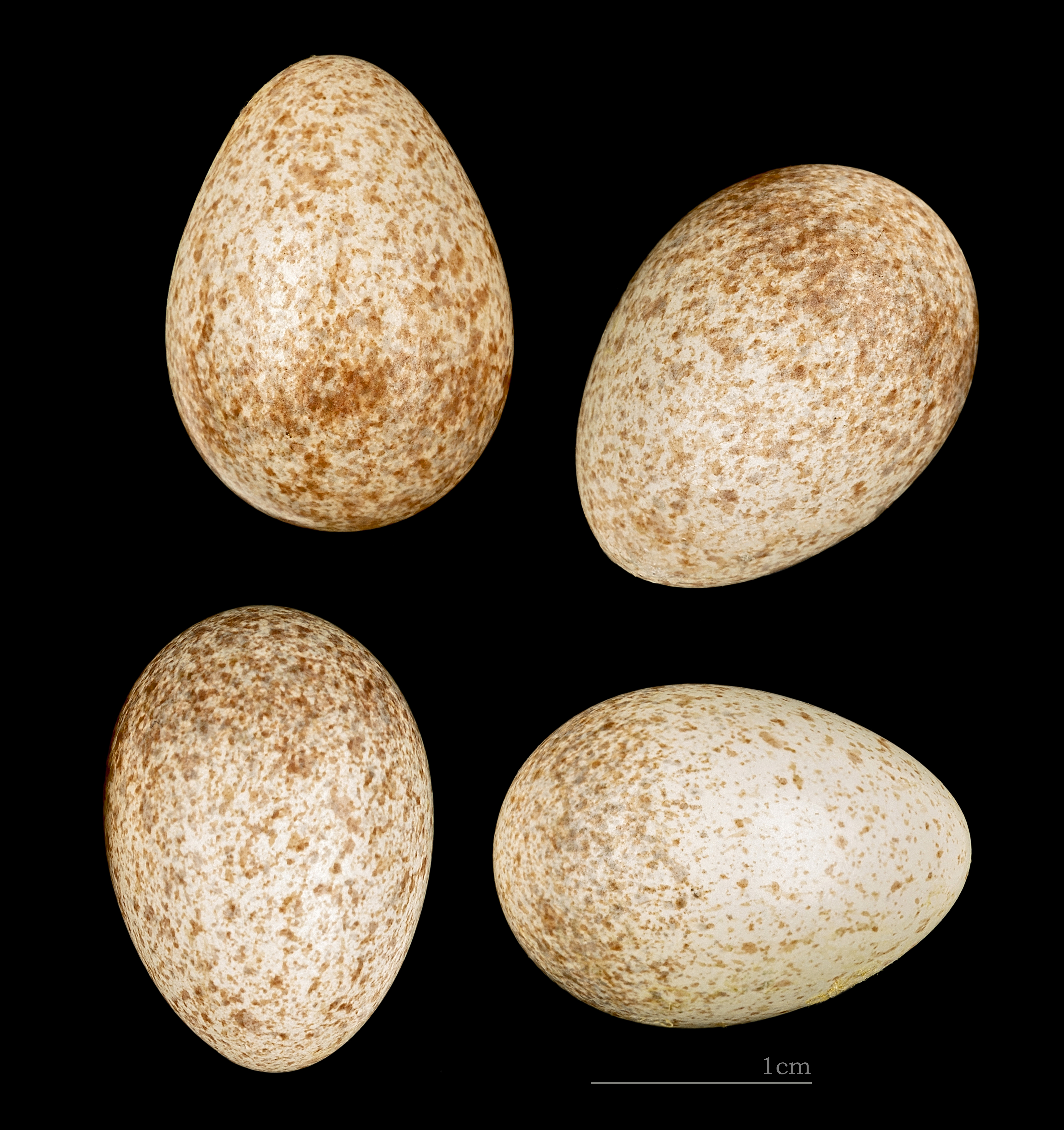
Jaja z kolekcji muzealnej

### Tryb życia
Ptak osiadły, spotykany zazwyczaj pojedynczo lub w niewielkich grupach. Prowadzi skryty tryb życia, lecz jest zwykle niepłochliwy. Spotykany także na terenach oddalonych o około 6 km od najbliższego źródła wody.

### Pożywienie
Pokarm stanowią nasiona, części roślin oraz bezkręgowce. 

### Lęgi
W okresie lęgowym, który rozpoczyna się w marcu, zarówno samiec jak i samica zbierają materiał roślinny do budowy gniazda. Samica samotnie wysiaduje 2–3 białe jaja z ciemnymi plamkami, w gnieździe umieszczonym na ziemi wśród kamieni. Młode opuszczają gniazdo, początkowo niezdolne w pełni do lotu i pozostają z rodzicami jeszcze przez pewien czas.

## Status i ochrona
Międzynarodowa Unia Ochrony Przyrody (IUCN) uznaje skowronika piaskowego za gatunek najmniejszej troski (LC – Least Concern) nieprzerwanie od 1988 roku. Liczebność światowej populacji nie została oszacowana, ale jej trend uznawany jest za wzrostowy ze względu na zaobserwowane poszerzanie zasięgu występowania.

## Podgatunki
Opisano ponad 30 podgatunków A. deserti, jednak niektóre nie są obecnie uznawane. Międzynarodowy Komitet Ornitologiczny (IOC) wyróżnia 22 podgatunki:
- A. d. payni E. Hartert, 1924 – południowe Maroko, południowo-zachodnia Algieria
- A. d. algeriensis Sharpe, 1890 – północna Algieria, Tunezja, północno-zachodnia Libia i północno-zachodni Czad
- A. d. whitakeri E. Hartert, 1911 – południowo-wschodnia Algieria i południowo-zachodnia Libia
- A. d. mya E. Hartert, 1912 – środkowa Algieria
- A. d. geyri E. Hartert, 1924 – Mauretania do południowej Algierii i północno-zachodniego Nigru
- A. d. kollmannspergeri Niethammer, 1955 – północno-wschodni Czad i zachodni Sudan
- A. d. deserti (Lichtenstein, 1823) – wschodni Egipt do północnego Sudanu
- A. d. erythrochroa Reichenow, 1904 – zachodni Czad do środkowego Sudanu
- A. d. isabellina (Temminck, 1823) – północny Egipt do południowej Turcji, Syrii i środkowego Półwyspu Arabskiego oraz północny i południowo-zachodni Irak; obejmuje proponowany podgatunek coxi
- A. d. samharensis Shelley, 1902 – północno-wschodni Sudan, Erytrea i południowy Półwysep Arabski
- A. d. taimuri Meyer de Schauensee & Ripley, 1953 – północny Oman i Zjednoczone Emiraty Arabskie
- A. d. assabensis Salvadori, 1902 – południowa Erytrea, Etiopia i północno-zachodnia Somalia
- A. d. akeleyi D.G. Elliot, 1897 – północna Somalia
- A. d. azizi Ticehurst & Cheesman, 1924 – wschodnio-środkowy Półwysep Arabski
- A. d. saturata Ogilvie-Grant, 1900 – południowy Półwysep Arabski
- A. d. insularis Ripley, 1951 – Bahrajn
- A. d. annae R. Meinertzhagen, 1923 – Jordania i południowa Syria
- A. d. cheesmani R. Meinertzhagen, 1923 – wschodni Irak i zachodni Iran
- A. d. parvirostris E. Hartert, 1890 – północno-wschodni Iran i zachodni Turkmenistan
- A. d. orientalis Zarudny & Loudon, 1904 – północno-wschodni Iran, północny Afganistan, południowy Turkmenistan, południowy Uzbekistan i południowy Tadżykistan
- A. d. iranica Zarudny, 1911 – środkowy, południowy i wschodni Iran do południowego Afganistanu i zachodniego Pakistanu; obejmuje proponowany podgatunek darica
- A. d. phoenicuroides (Blyth, 1853) – południowo-wschodni Afganistan, wschodni Pakistan i północno-zachodnie Indie